# Magnus Kustermann
Magnus Kustermann (ur. 1895, zm. ?) – zbrodniarz nazistowski, członek załogi niemieckiego obozu koncentracyjnego w Dachau i w SS-Oberscharführer.
Członek Waffen-SS, który jesienią 1943 rozpoczął służbę w obozie głównym Dachau. Początkowo sprawował stanowisko Rapportführera, następnie dowodził także plutonem wartowniczym i kierował komandem więźniarskim pracującym w jednej z fabryk. W grudniu 1944 i styczniu 1945pełnił z kolei  funkcję zastępcy Schutzhaftlagerführera. Wreszcie od lutego do kwietnia 1945 kierował komandem więźniarskim.
W procesie członków załogi Dachau (US vs. Georg Beer i inni), który miał miejsce w dniach 21–26 lutego 1947 przed amerykańskim Trybunałem Wojskowym w Dachau Magnus Kustermann skazany został na dożywotnie pozbawienia wolności. Jak ustalił trybunał, oskarżony składał karne raporty na więźniów, co skutkowało skazywaniem ich na okrutne kary (między innymi chłosty, które czasem oskarżony osobiście wykonywał) oraz nieustannie znęcał się nad więźniami, bijąc ich kijem czy gumowym wężem. Wiele z jego ofiar stało się inwalidami, przez co odtransportywowano ich następnie do innych obozów celem zagazowania. Obrona nie była w stanie przedstawić w procesie żadnych dowodów świadczących na korzyść Kustermanna.